# Olha Łewkowśka
Olha Andrijiwna Łewkowśka (ukr. Ольга Андріївна Левковська; ur. 25 sierpnia 1984) – ukraińska zapaśniczka startująca w stylu wolnym. Brązowa medalistka uniwersjady w 2005. Szósta w Pucharze Świata w 2005. Mistrzyni Europy juniorów w 2004 roku.